# Amiga 500 Plus
Amiga 500 Plus (A500-Plus eller A500+) är en förbättrad version av Amiga 500. Den hade bland annat nya versioner av Kickstart och Workbench, och några små hårdvarumässiga förändringar, till exempel Enchanced Chip Set (ECS).

## Introduktion
Officiellt släppt 1992, fast några A500+ hade redan släppts i slutet av 1991 (fast som A500).
Eftersom A500+ inte var så stor uppgradering från A500 slutade Commodore att tillverka dem och släppte Amiga 600 våren 1992.

## Teknisk specifikation
- Motorola 68000 @ 7.09 MHz (PAL) / 7.16 MHz (NTSC)
- 1 MB chipminne (Väldigt tidiga versioner kom med 512 kB)
- Kickstart 2.04 (v37.175)
- Workbench 37.67 (2.04)
- Inbyggt batteri för RTC (realtidsklocka) (fanns inte i A500)
- Enhanced Chip Set (ECS) med nya versioner av Agnus chip och Denise chip.